# Неи Кери
„Неи Кери“ (на гръцки: Νέοι Καιροί, в превод Нови времена) е гръцки вестник, излизал в Сяр, Гърция от 25 май 1948 година до 12 февруари 1950 година.
Подзаглавието е Седмичен политически вестник в Сяр (Εβδομαδιαία πολιτική εφημερίς εν Σέρραις). Редактор е Атанасиос Митакидис, а собственик - Исак Лаврентидис. Вестникът излиза първоначално на четири страници, а от 27 февруари 1949 година – на две страници, 40 х 55. Печата се в печатница „Янис Самарас“. От вестника излизат общо 84 броя.